# I
I \ أي \ هو تاسع حرف في الأبجدية اللاتينية. يسمى في اللغة الإنجليزية «آي» [aɪ].
| D36 |

| D36 |

## الترميز في الحاسوب
الحرف الكبير I في الترميز (Unicode) يكتب U+0049، والصغير i يكتب U+0069. في الآسكي (ASCII) يكتب الحرف الكبير 73 والصغير 105. في نظام العد الثنائي يكتب الحرف الكبير 01001001 والصغير 01101001. شفرة كود التبادل الموسع للترميز العشري الثنائي للحرف الكبير 201 والصغير 137. في لغة HTML وXML يكتب الحرف الكبير "I" والصغير "i".

## استخدامات أخرى
- في الكيمياء I تعني اليود.
- في الاقتصاد تعني استثمار.
- في اللغة الإنجليزية تعني «أنا» (ضمير المتكلم).
- في الألفبائية الصوتية الدولية /i/ تعني الحرف الصائت الضيق الأمامي غير المدور، ويلفظ «يِ».
- في الفيزياء والهندسة الإلكترونية تعني عزم القصور الذاتي.
- في الرياضيات تعني الوحدة التخيلية.
- في HTML ترمز <i> إلى الكتابة المائلة.